# Льянос-Ориноко

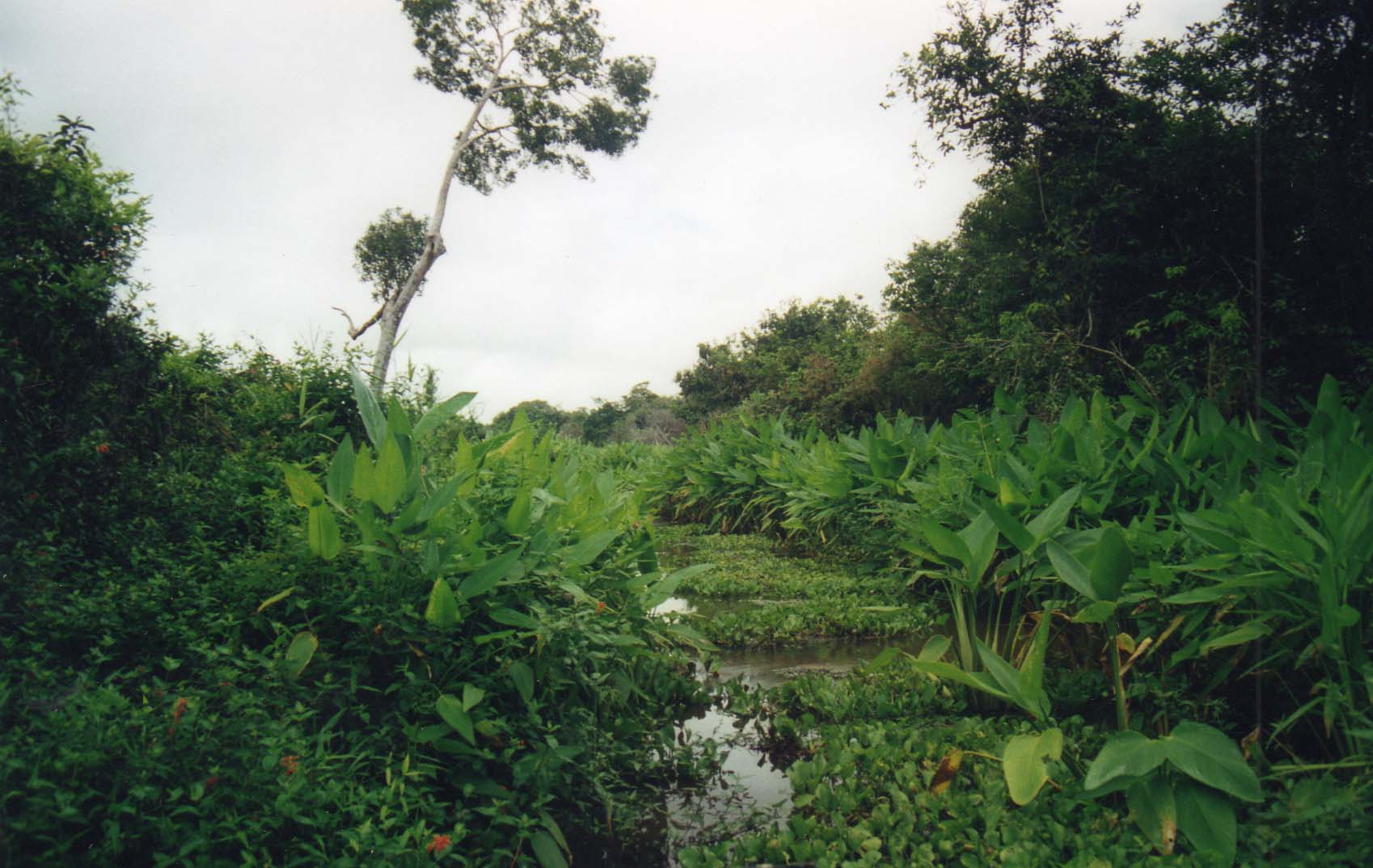

Льянос-Ориноко (исп. Llanos del Orinoco) — природная область на северо-востоке Южной Америки (в Колумбии и Венесуэле), расположенная по левобережью реки Ориноко, между Андами, Гвианским плоскогорьем и рекой Гуавьяре.
Протяжённость с юго-запада на северо-восток составляет более 1200 км, ширина — до 450 км. Для Льянос-Ориноко характерны полого наклонные равнины, сложенные речными наносами, высота которых не превышает 200 м. Дренируется притоками Ориноко, которая протекает по юго-восточной окраине. Климат в районе субэкваториальный, жаркий, с чётко выраженной сменой влажного и сухого сезонов. Количество осадков — от 1000 до 1600 мм в год. Преобладает саванная растительность, вдоль рек — галерейные леса. В дельте Ориноко обширные болота.
Колумбийская часть Льянос-Ориноко — Льянос Меты — представляет собой расчленённую равнину высотой до 350 м с пальмовой саванной. Венесуэльская часть подразделяется на Высокие Льянос (исп. Altos Llanos) и Низкие Льянос (исп. Bajos Llanos). Высокие Льянос — это предгорная полоса, высотой 100—200 м, прорезанная реками и покрытая саванными листопадными лесами. К Высоким Льянос можно отнести район Месас на северо-востоке. Льянос, расположенные к востоку от реки Манапире — глубоко расчленённые столовые плато высотой 200—500 м с кустарниковой сухой саванной. Низкие Льянос представлены низменностью между Высокими Льянос и рекой Ориноко. Этот район покрыт высокотравной саванной и в дождливый сезон местами затопляется.
Льянос-Ориноко — животноводческий район, здесь разводят крупный рогатый скот. Вблизи гор — поливное земледелие (возделываются рис, хлопчатник, кунжут, кукуруза).